# Philemon fuscicapillus
Philemon fuscicapillus е вид птица от семейство Meliphagidae. Видът е световно застрашен, със статут Уязвим.

## Разпространение
Разпространен е в Индонезия.